# Перша гугенотська війна
Перша гугенотська війна 1562—1563 — військовий конфлікт між французькими протестантами, так званими гугенотами і католиками, номінальним керівником яких була регентка Франції Катерина Медічі. Війна закінчилася Амбуазьким едиктом, який гарантував протестантам обмежену релігійну свободу і вільні регіони в країні. Керівником гугенотів був Людовик I Бурбон-Конде, католиками керував князь Франсуа де Гіз. Усього було вісім гугенотських воєн.

## Підґрунтя
Після вступу на трон Генріха II, прибічники вчення Жана Кальвіна, яких називали гугенотами, почали зазнавати переслідувань. Катерина Медічі, регентка та опікунка малолітнього Карла IX, який зайняв трон після передчасної смерті старшого брата Франциска II (1559—1560), хотіла забезпечити у Франції мирне співіснування кальвінізму і католицизму. Мати дружини Франциска Марії Стюарт була з роду Гізів, тому Франциск II був під великим впливом графа Франсуа де Гіза і, взагалі цей рід домінував у французькій політиці. Тому Катерина Медічі прагнула також обмежити політичний вплив Гізів. З цієї причини 1561 року відбулася релігійна дискусія між католиками і гугенотами в Пуассі, яка не привела до бажаної королеві-матері угоди. Тому Катерина звернулася — хоча сама католичка — до гугенотів. Вона доручила поміркованому канцлерові Мішелю де л'Опіталь скласти проект закону, який би забезпечував релігійну свободу гугенотам поза укріпленими містами. 17 січня 1562 закон, відомий як Сен-Жерменський едикт набрав чинності.

## Перебіг подій

### Різанина у Вассі
Докладніше: Різанина у Вассі
1 березня 1562 року князь Франсуа де Гіз, подорожуючи по своїх маєтках, затримався у Вассі (Верхня Марна) з наміром взяти участь у месі. Його люди довідалися, що велика кількість гугенотів зібралася у стодолі, яка була їхньою церквою. Кілька членів свити князя спробували дістатися до середини, але їх було витурено. Вчинилося збурення, полетіли каміння, один камінь влучив у князя. Розлючений, він наказав своїм людям відкрити по гугенотах вогонь. У результаті стрілянини загинуло понад 80 (за іншими даними тільки 23) неозброєних гугенотів обох статей, а сотні були поранені. Інцидент, відомий як «Масакра у Вассі», став безпосередньою причиною релігійних воєн у Франції, що тривали з перервами понад сто років.

### Перебіг воєнних дій
Краєвий синод французьких протестантських церков зібрався у Парижі і звернувся до Людовика I Бурбона-Конде, аби вступився як «Оборонець віри». У відповідь Людовик та його прибічники почали діяти на річ спільної справи. Одночасно керівництво гугенотами стало переходити з рук пасторів до войовничого дворянства. Людовік же швидко мобілізував свої сили з наміром зайняття міст, розташованих у стратегічно важливих місцевостях усієї Франції. Він захопив узбережжя Луари, а свою головну квартиру розташував у Орлеані. Одночасно він звернувся до протестантських очільників у Німеччині та Англії з проханням про допомогу військом і грошима.
Королівські війська не могли реагувати швидко, бо їхні гарнізони знаходилися на границях габсбурзької монархії. Катерина Медичі була змушена поступитися ініціативою гугенотам, які звернулися до папи Пія IV та короля Філіпа II Іспанського. Протестанти закрилися по своїх гарнізонах, а облога міст була тривалою і дорогою. Мала місце тільки одна сутичка в полі, а саме «Битва при Дре», що завершилася перемогою католиків. За перші місяці війни протестанти взяли у полон Анна I де Монморансі, а католики захопили князя Конде. Водночас адмірал Ґаспар Коліньї зміг без втрат перевести більшість протестантських сил до Орлеана, який зимою 1562-63 років був взятий в облогу.
Під Орлеаном загинув від руки вбивці Франсу де Гіз, а раніше під час облоги Руана загинув Антуан де Бурбон. Таким чином майже цілком було усунуте перше покоління антиповстанського проводу. Гугенотський край на півдні майже не заторкнув вогонь війни, але королівська скарбниця була порожньою. Корона стала на програшній позиції, тому Катерина вирішила піти на замирення. Наступив обмін шляхетними полоненими з обох сторін, а в березні 1563 року був виданий Амбуазький едикт, який гарантував протестантам обмежену свободу віросповідання. Документ дозволяв тільки одне набоженство поза мурами визначеного міста в кожному з бейлівіків Франції, хоча шляхта гугенотська могла віддаватись релігійній практиці на теренах власних маєтностей без обмежень. Таке залагодження справи не задовольнило жодну зі сторін, спричиняючи пізніше зростання невдоволення і напруги.